# БТР-152

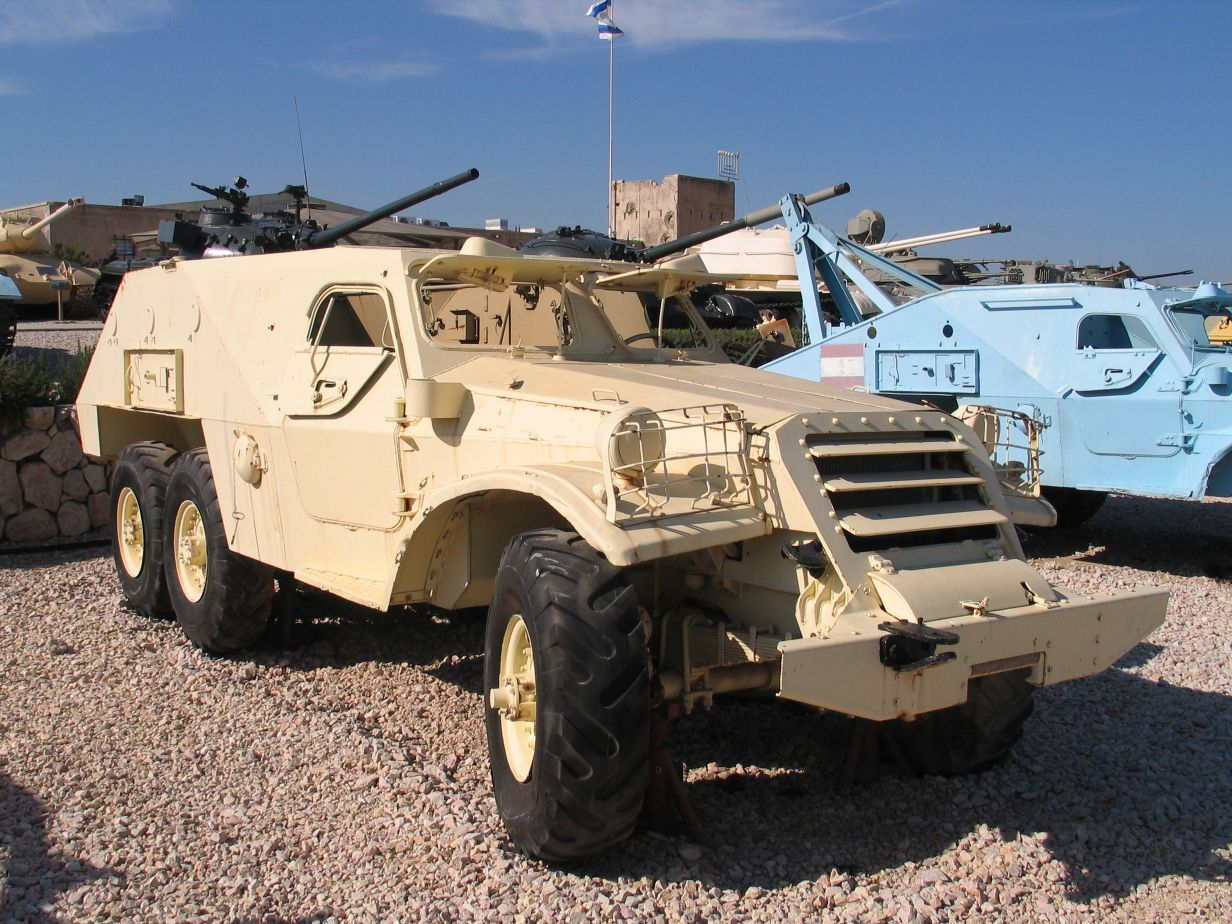
БТР-152 музея в Латруне (Израиль)

БТР-152 — советский бронетранспортёр, созданный на базе узлов и агрегатов грузового автомобиля ЗИС-151.
Принят на вооружение Вооружённых сил СССР в 1950 году. Бронированный транспортёр имел открытый сверху сварной несущий корпус. Находился в серийном производстве с 1950 по 1955 год. Производство других модификаций продолжалось до 1962 года. Всего на заводе имени Сталина и Брянском автомобильном заводе произведена 12 421 машина. Находился на вооружении Вооружённых сил России до 1993 года.

## История создания
Параллельно с разработкой бронетранспортёра Б-3 на Заводе имени Сталина под руководством ведущего конструктора Б. М. Фиттермана на базе полноприводного грузовика ЗИС-151 был разработан бронетранспортёр ЗИС-152. В мае 1947 года были изготовлены два опытных образца машины, а в 1950 году бронетранспортёр был принят на вооружение под обозначением БТР-152.

## Серийное производство
| Модификация | Производитель | Годы производства | Количество выпущенных, шт |
| ----------- | ------------- | ----------------- | ------------------------- |
| БТР-152     | СССР          | 1950—1955         | 4923                      |
| БТР-152А    | СССР          | 1952—1955         | 719                       |
| БТР-152В    | СССР          | 1952—1955         | 2094                      |
| БТР-152Е    | СССР          | 1955—1957         | 160                       |
| БТР-152С    | СССР          | 1955—1959         | 272                       |
| БТР-152К    | СССР          |                   |                           |
| БТР-152В1   | СССР          | 1958—1962         | 611                       |
| БТР-152К1   | СССР          | 1959—1962         | 245                       |
| БТР-152С1   | СССР          | 1959—1962         | 61                        |
| БТР-152И    | СССР          | 1957—1962         |                           |
| БТР-152Э1   | СССР          |                   |                           |
| БТР-152Ю1   | СССР          |                   |                           |
| БТР-152Т1   | СССР          |                   |                           |
| Type-56     | Китай         |                   |                           |

## Описание конструкции

### Броневой корпус и башня
Броневой корпус БТР-152 — открытого типа, сварен из броневых листов, состоит из трёх отделений и является несущей конструкцией, на которой установлены все механизмы и агрегаты машины.

#### Силовое отделение
В передней части машины находится силовое отделение, в котором установлен двигатель, а также находится электрооборудование с радиаторами и пусковым подогревателем.

#### Отделение управления
За силовым отделением располагается отделение управления, отгороженное вертикальными перегородками. В отделении управления находятся места механика-водителя и командира. Под местом командира установлен аккумулятор. Для выхода из машины слева и справа от сидений находятся двери, открывающиеся наружу.
В отделении управления также находятся контрольно-измерительные приборы и приборы наблюдения. В правой передней части отделения управления установлен кронштейн с вещевым мешком и радиостанцией.

#### Боевое отделение
В средней и кормовой частях машины за отделением управления и силовым отделением находится боевое отделение. В боевом отделении расположен пулемёт, а также находятся бензиновые баки, возимый ЗИП, укладки с боекомплектом и аптечка с огнетушителем.
Для размещения десанта вдоль бортов и в передней части боевого отделения находятся 17 сидений. За спинками сидений имеются зажимы для крепления автоматов.

### Вооружение

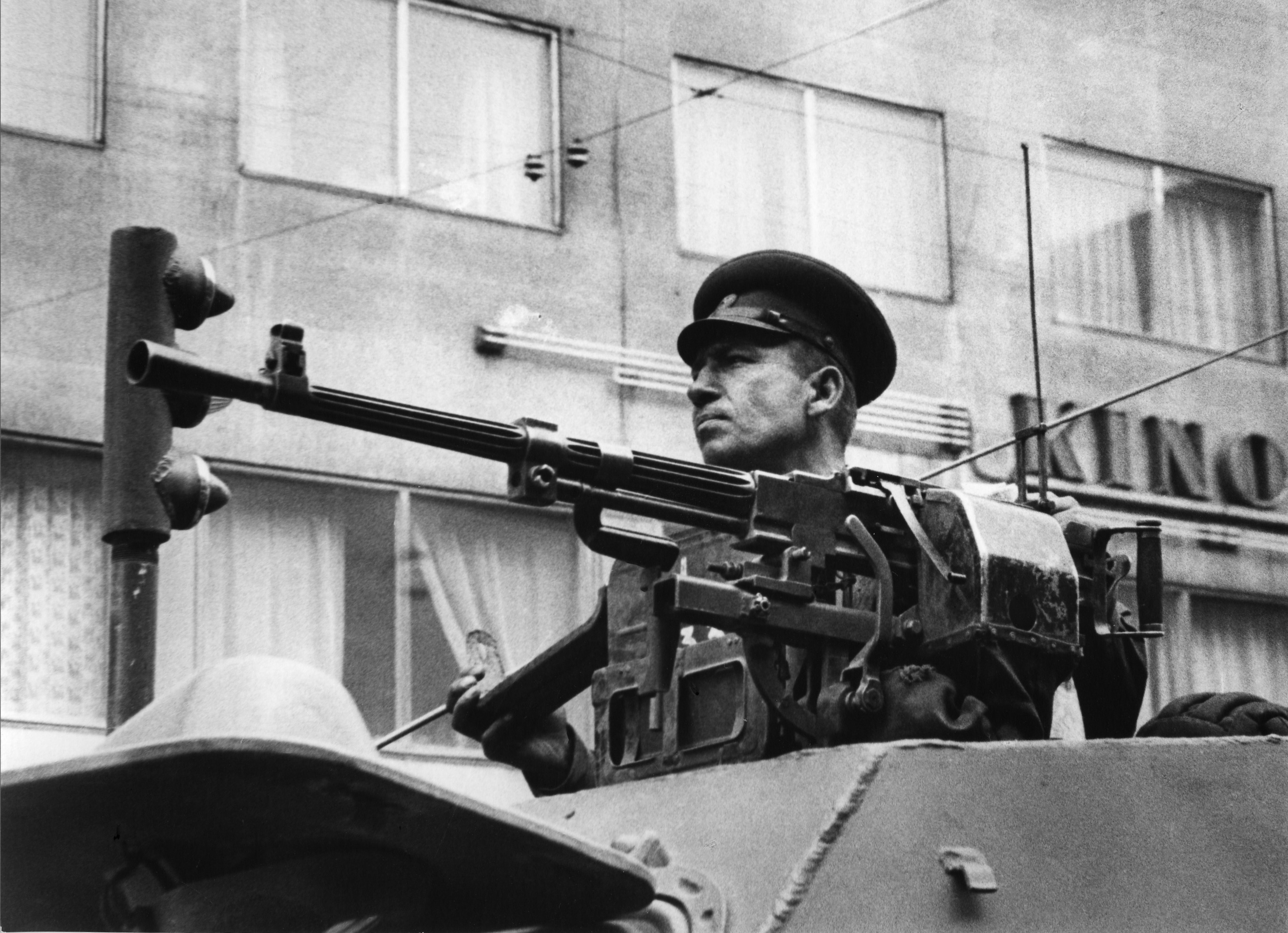
СГМБ (СГ-43) на БТР-152, 1968 год

В качестве основного вооружения используется 7,62-мм пулемёт СГМБ, установленный на специальных гнёздах вертлюжных кронштейнов. Наибольшая прицельная дальность стрельбы составляет до 2,3 км. Питание пулемёта ленточное, в каждой ленте по 250 патронов. Возимый боекомплект составляет 1250 патронов.

### Средства наблюдения и связи
Для обеспечения связи в БТР-152 установлена радиостанция 10РТ-12. Днём дальность действия радиостанции составляет 25..30 км на ходу и 35..38 км на стоянке, ночью — 13..15 км на ходу и 15..17 км на стоянке.

### Двигатель и трансмиссия
В качестве силовой установки используется бензиновый двигатель ЗИЛ-123В. Максимальная мощность двигателя составляет 110 л. с.
Коробка передач — механическая и имеет пять передних и одну заднюю передачу. Раздаточная коробка имеет две понижающие передачи, а также механизм включения переднего моста.

### Ходовая часть
Подвеска переднего моста БТР-152 представляет собой две полуэллиптические продольные рессоры с двумя гидравлическими амортизаторами двустороннего действия.
Подвески среднего и заднего мостов — балансирные, на двух полуэллиптических продольных рессорах, которые укреплены на качающихся ступицах средней частью.
На машинах выпускавшихся с 1947 по 1955 год устанавливались колёса, аналогичные колёсам автомобиля ЗиС-150, но имевшие внедорожный рисунок протектора шин. На машинах, выпускавшихся с 1956 по 1962 год, устанавливались колеса, аналогичные автомобилю ЗИЛ-157.

## Модификации

### СССР
- объект 140 (1947) — опытный, 6×6. Шасси ЗИС-123 на базе шасси ЗИС-121 грузового автомобиля ЗиС-151, бронекорпус ЗИС-100. Мощность 110 л. с. 12 машин
- объект 140А (1949) — опытный. С зенитной установкой из 2 КПВ, телескопическим прицелом ОП-1-14 и коллиматорным прицелом. 2 машины
- БТР-152 — базовая модификация с открытым кузовом. Серия в 1950—1955 гг. на ЗиС, 4923 машины (в том числе с р/с — 3333). Лоб корпуса — 13 мм, борт — 10 мм. Боевая масса — 8,6 т. Экипаж — 2+17 чел.

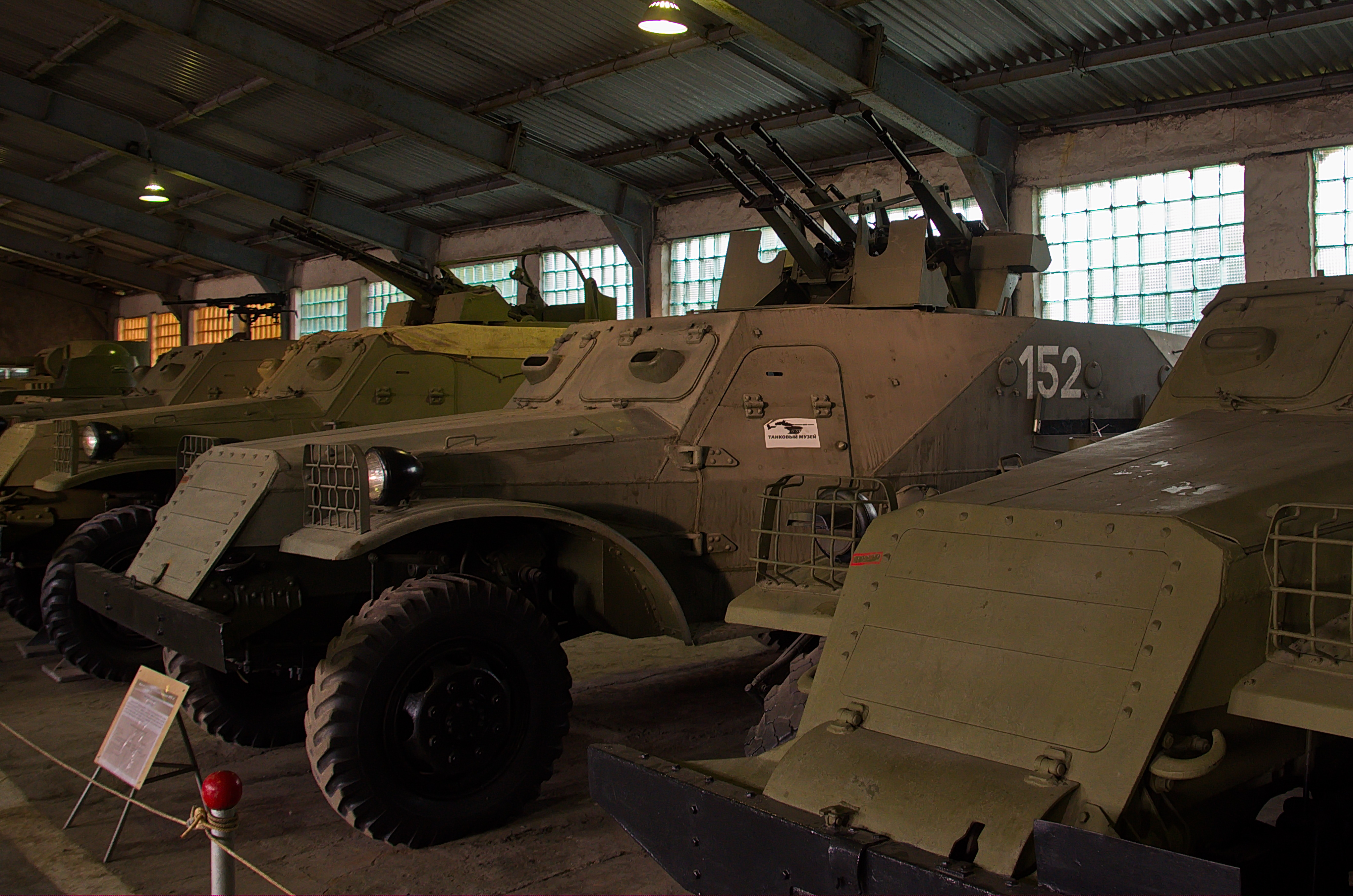
Зенитные БТР-152 в Музее бронетехники в Кубинке. На переднем плане — с ЗПУ-4, на заднем плане — с ЗПУ-2

- - БТР-152А (1951[12]) — с зенитной установкой ЗПТУ-2 из 14,5-мм пулемётов КПВ. Серия в 1952—1955 гг. на ЗиС, 719 машин[3]. Боевая масса — 8,6 т. Экипаж — 10 чел[12]. В 1955 году было изготовлено несколько опытных образцов БТР-152А с зенитной установкой ЗПТУ-4[12].

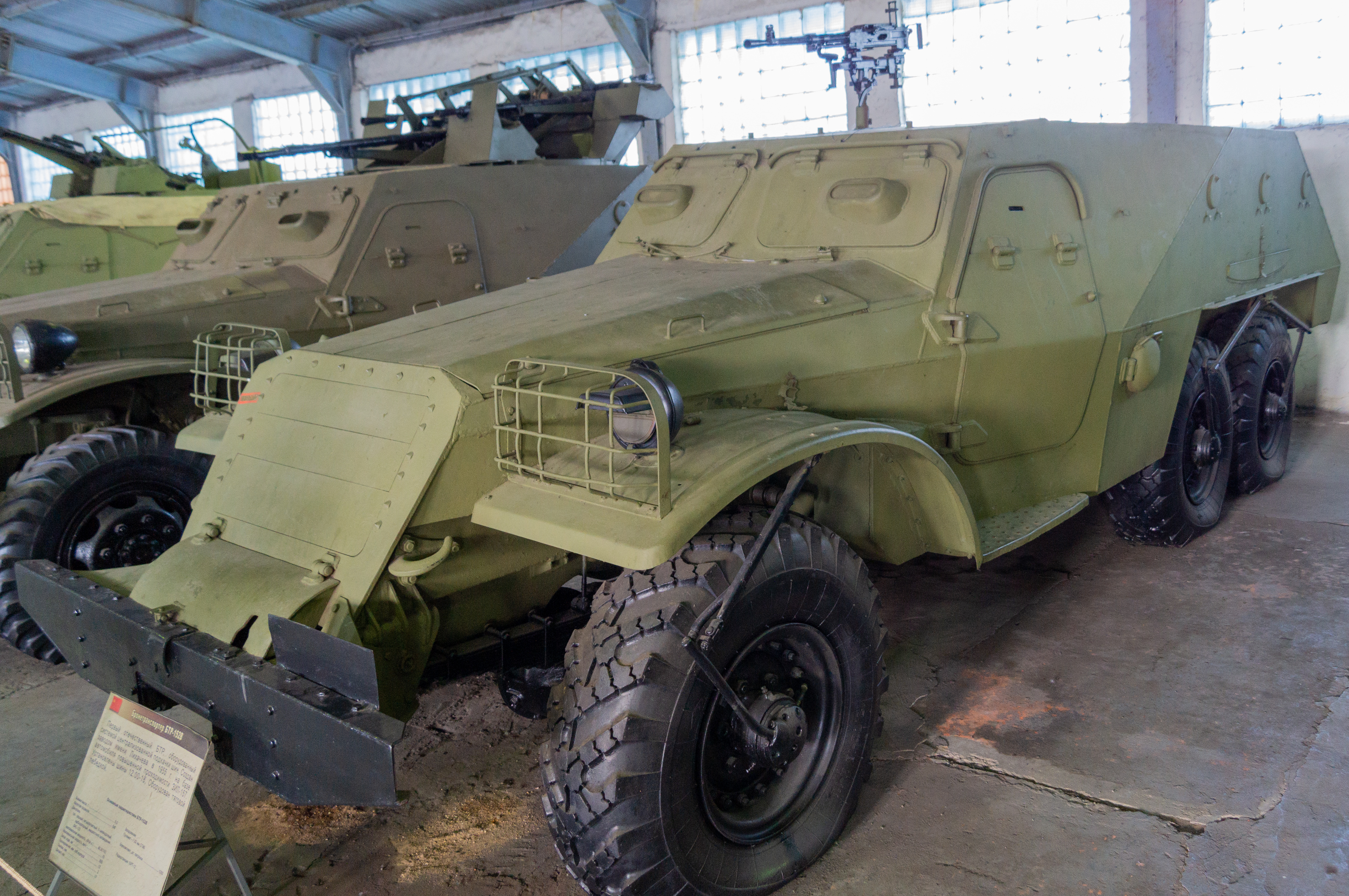
БТР-152В в Бронетанковом музее в Кубинке. Видна система автоматической подкачки шин.

- БТР-152В в Бронетанковом музее в Кубинке. Видна система автоматической подкачки шин.объект 140В (1953) — опытный, машина управления артогнём с бронекорпусом увеличенной высоты[3].
- БТР-152В (1955) — вариант на базе узлов и агрегатов опытного автомобиля ЗИС-128 и первых прототипов грузового ЗИЛ-157, с автоподкачкой шин. Серия в 1955—1959 гг. на ЗиС, 2904 машины. Борт корпуса — 9-11 мм. Боевая масса — 8,95 т. Экипаж — 2+17 чел.
  - БТР-152Е (1955) — с зенитной установкой ЗПТУ-2 из пулемётов 14,5-мм КПВ. Вес — 8,95 т. Серия в 1955—1957 гг. на ЗиС, 160 машин
  - БТР-152С (1955) — машина связи с увеличенной высотой бронекорпуса. Серия в 1955—1959 гг. на ЗиСе, 272 машины.
  - БТР-152И (1957) — машина управления, с высоким закрытым корпусом. Серия в 1957—1962 гг. на ЗиЛ и БАЗ
  - БТР-152К (1957) — броневая крыша корпуса (высота корпуса увеличена на 300 мм), экипаж — 3+13 чел. Серия в 1957—1959 гг. на ЗиЛ и в 1960—1962 гг. на БАЗ
- БТР-152В1 (1957) — снабжён прибором ночного видения ТВН-2 и усовершенствованной системой регулировки давления в шинах (подвод воздуха осуществляется через ступицу колеса). Серия на ЗиЛ (в 1957—1959 гг., 611 машин) и БАЗ (в 1960—1962 гг.)
  - БТР-152К1 (1959) — вариант с броневой крышей корпуса. Серия в 1959 г. на ЗиЛ (245 машин) и в 1960—1962 гг. на БАЗ
  - БТР-152С1 — подвижный командный пункт. Серия на БАЗ в 1960—1962 гг.
  - БТР-152У — машина управления.
  - БТР-152В2 (1960) — опытный, с однодисковым сцеплением и КПП ЗИЛ-130
  - БТР-152К2 — опытный, с однодисковым сцеплением и КПП ЗИЛ-130
  - БТР-152С2 — опытный, с однодисковым сцеплением, КПП ЗИЛ-130
  - БТР-152В (1956) — опытный, 2 машины. С 2 или 4 подъемными неприводными катками

Опытный образец БТР-Э152В во время испытаний

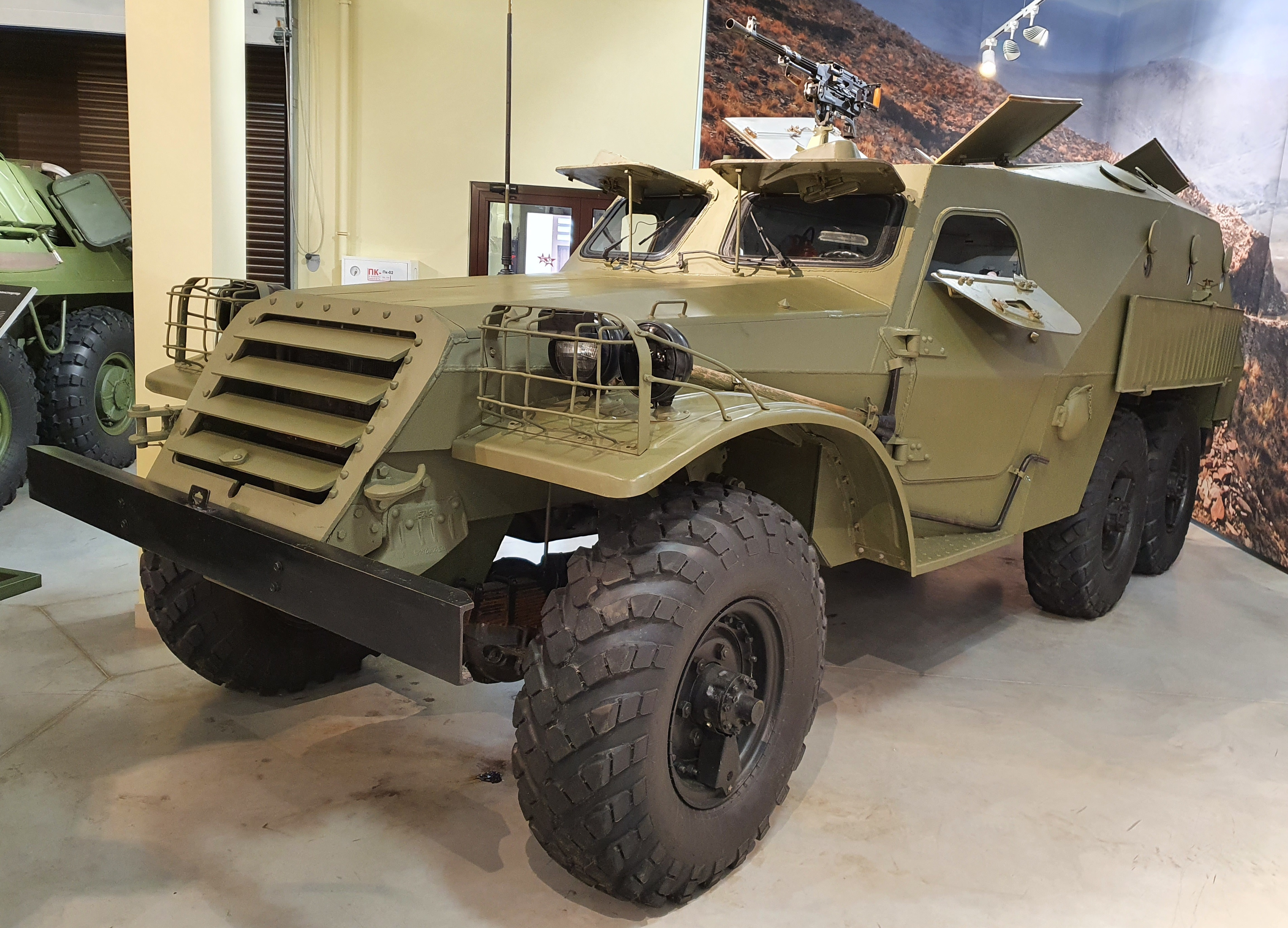
БТР-152 в Музее отечественной военной истории в Падиково

- - БТР-Э152В (1957) — опытный, с равным расположением осей (колесная формула — 6х4)
- Р-118АМ «Стадион» — радиостанция средней мощности с р/п Р-154-2 «Молибден» и Р-311. Выпускались на шасси БТР-152С до 1959 г. (272 шасси), БТР-152С1 до 1962 г.
- БТР-152Э1 — экспортный вариант БТР-152В1 для стран Ближнего Востока. Серия на ЗиЛ
- БТР-152Ю1 — экспортный вариант БТР-152В1 для стран Африки («южный» вариант). Серия на БАЗ
- БТР-152Т1 (1957) — экспортный вариант БТР-152В1 для стран Африки («тропический» вариант)

### Китайская Народная Республика
- Type-56 — китайская лицензионная копия.

### Египет
- БТР-152 со счетверенной установкой крупнокалиберных пулеметов ДШК чехословацкого производства.

### ГДР
- SPW-152 — стандартный советский БТР-152, принятый на вооружение ННА ГДР (в дальнейшем, были модернизированы - с заменой 7,62-мм пулемёта СГМБ на 7,62-мм пулемёт ПК)[13]
  - бронированная медицинская машина на базе БТР-152К - десантный отсек переоборудован для размещения носилок с ранеными[14]
  - SPW-152U — немецкая версия командирского БТР-152.

### Израиль
- БТР-152 ТСМ-20 — израильская противовоздушная установка, вооруженная спаркой пушек калибром 20 мм в башне ТСМ-20. Трофейный БТР-152, вооружённый TCM-20, в Музее военно-воздушных сил Израиля:

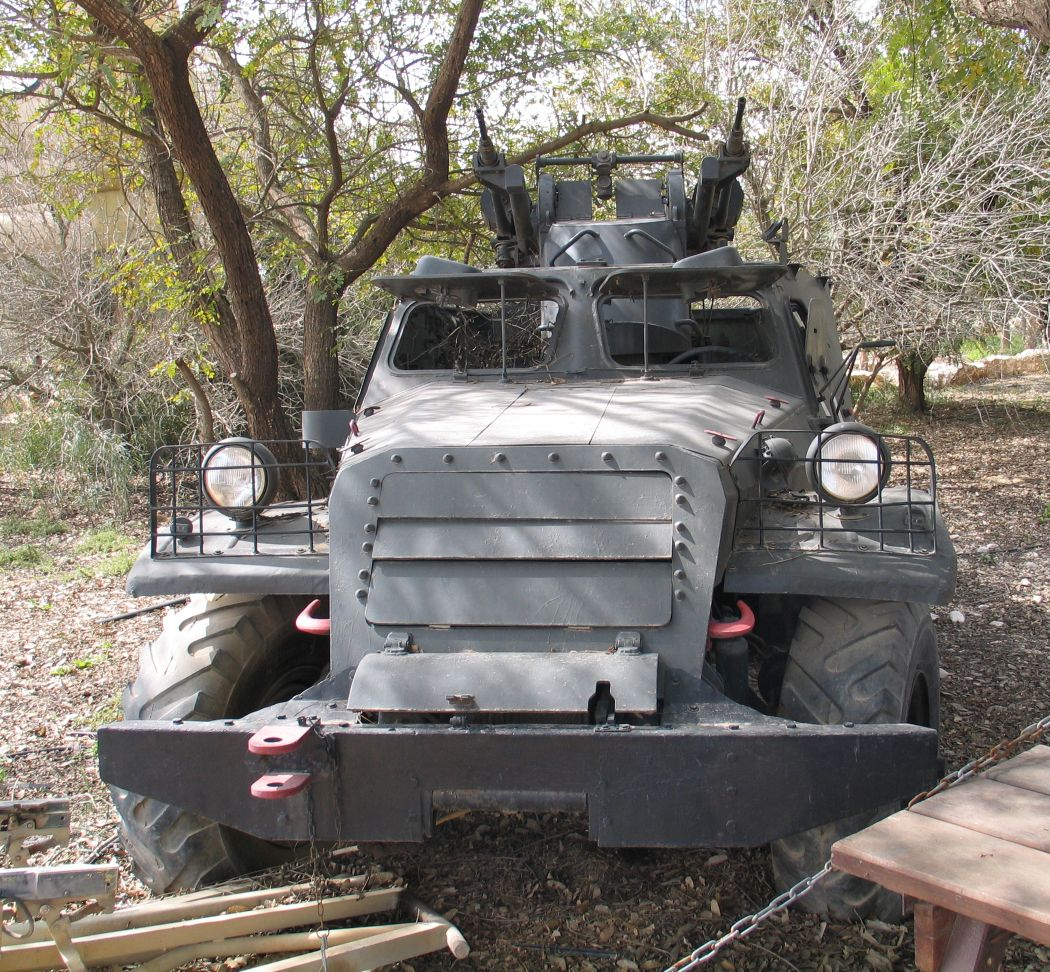
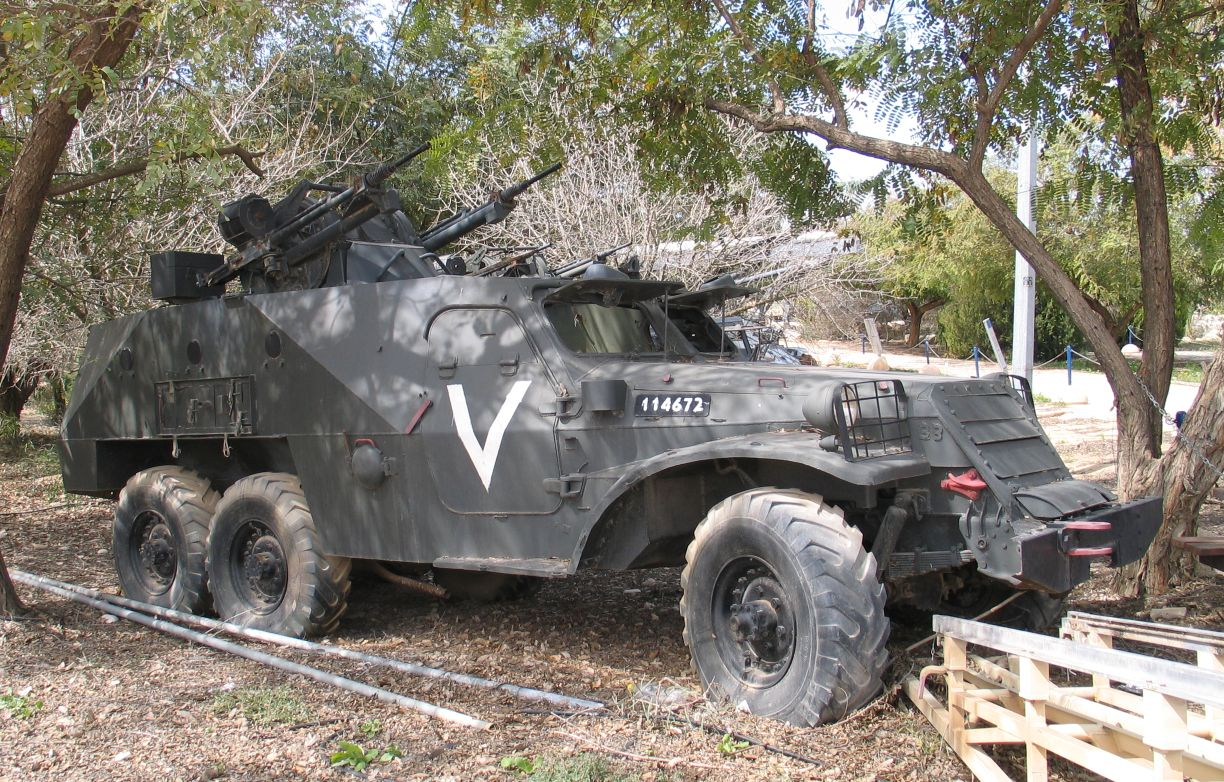

### Ливан
- БТР-152 был изменен ливанскими боевиками. В десантном отделении была размещена зенитная установка ЗУ-23-2.
- БТР-152, переделанный Армией Южного Ливана в БРЭМ.

БРЭМ на базе БТР-152, использовавшаяся ливанской армией в Музее бронетанковых войск Израиля:

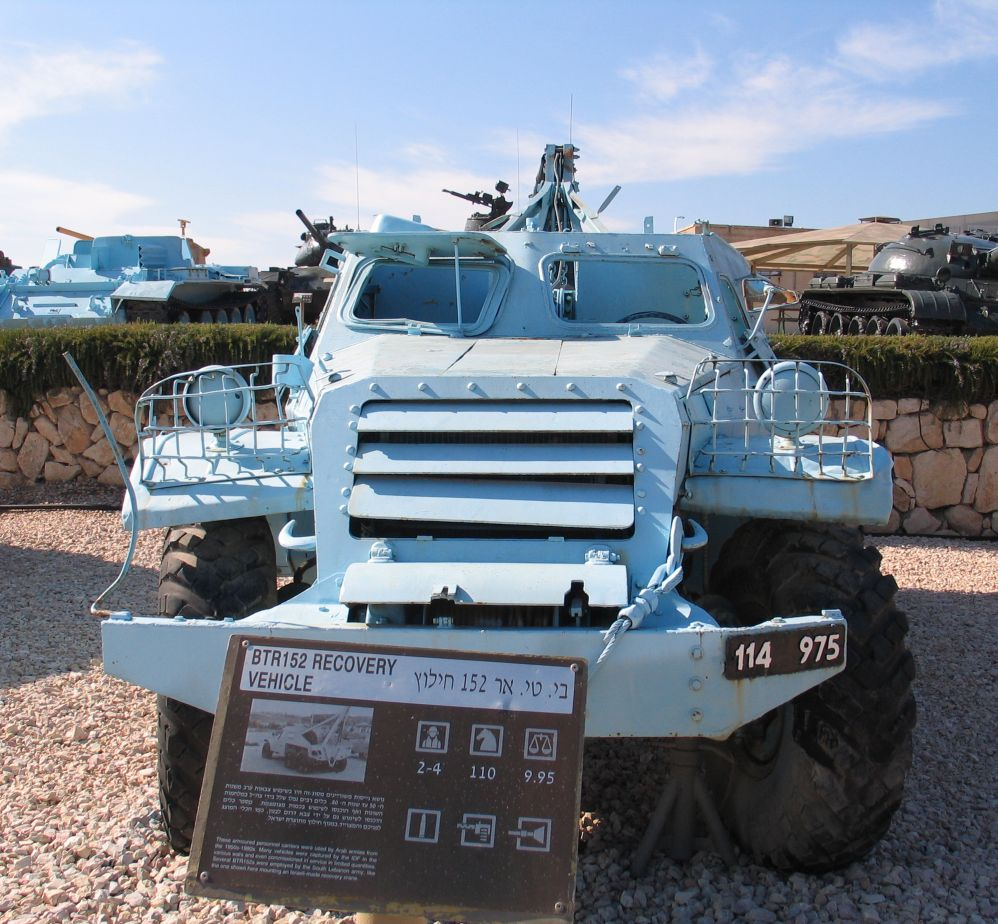
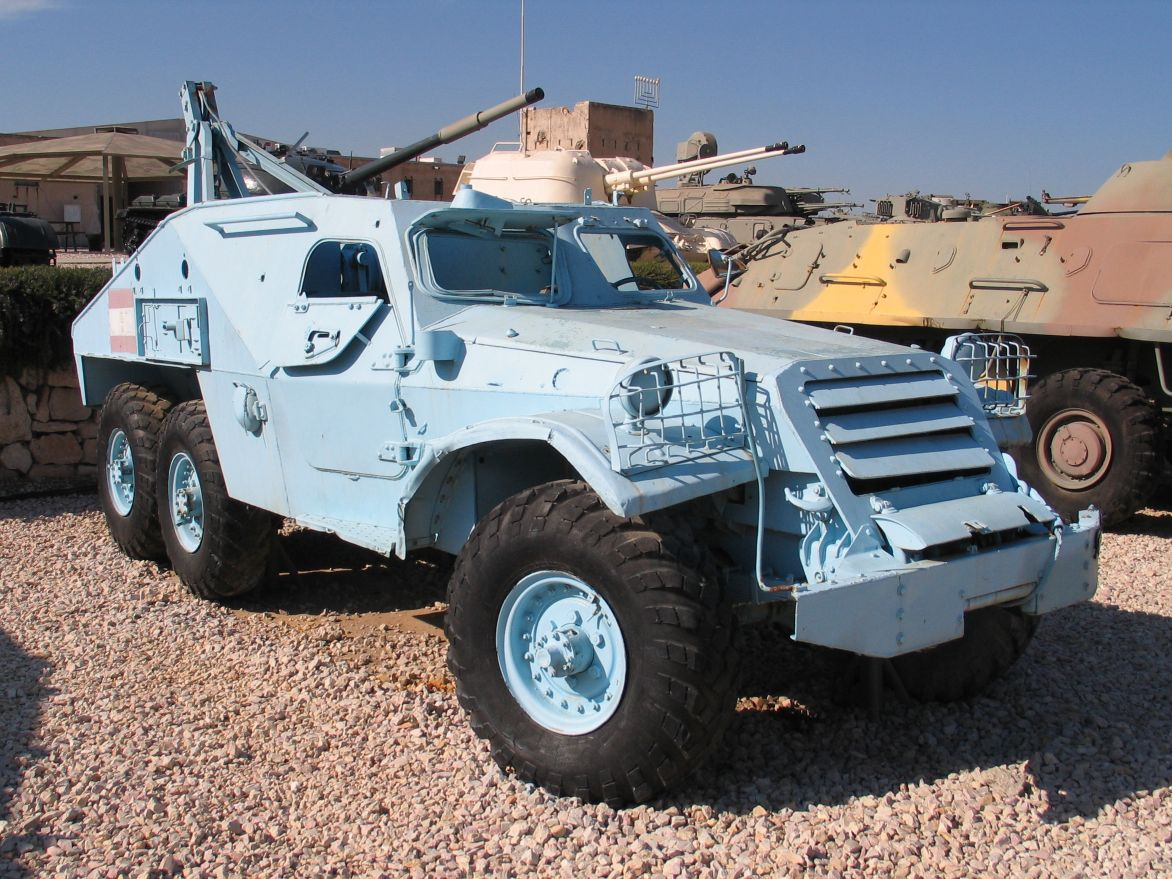
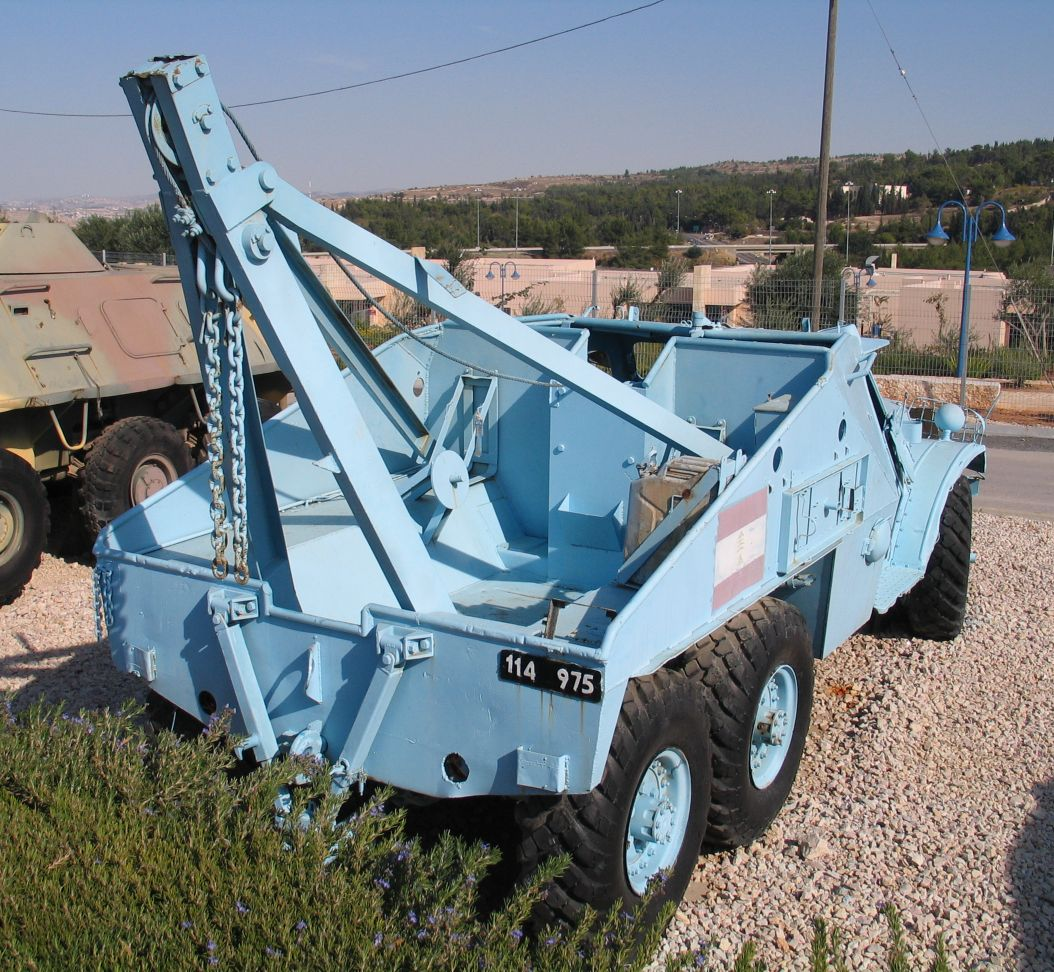

### Польша
- БТР-152, преобразованный в мобильный командный пункт.
- БТР-152, преобразованный в инженерный автомобиль.
- БТР-152, преобразованный в бронированный артиллерийский тягач.

## Операторы

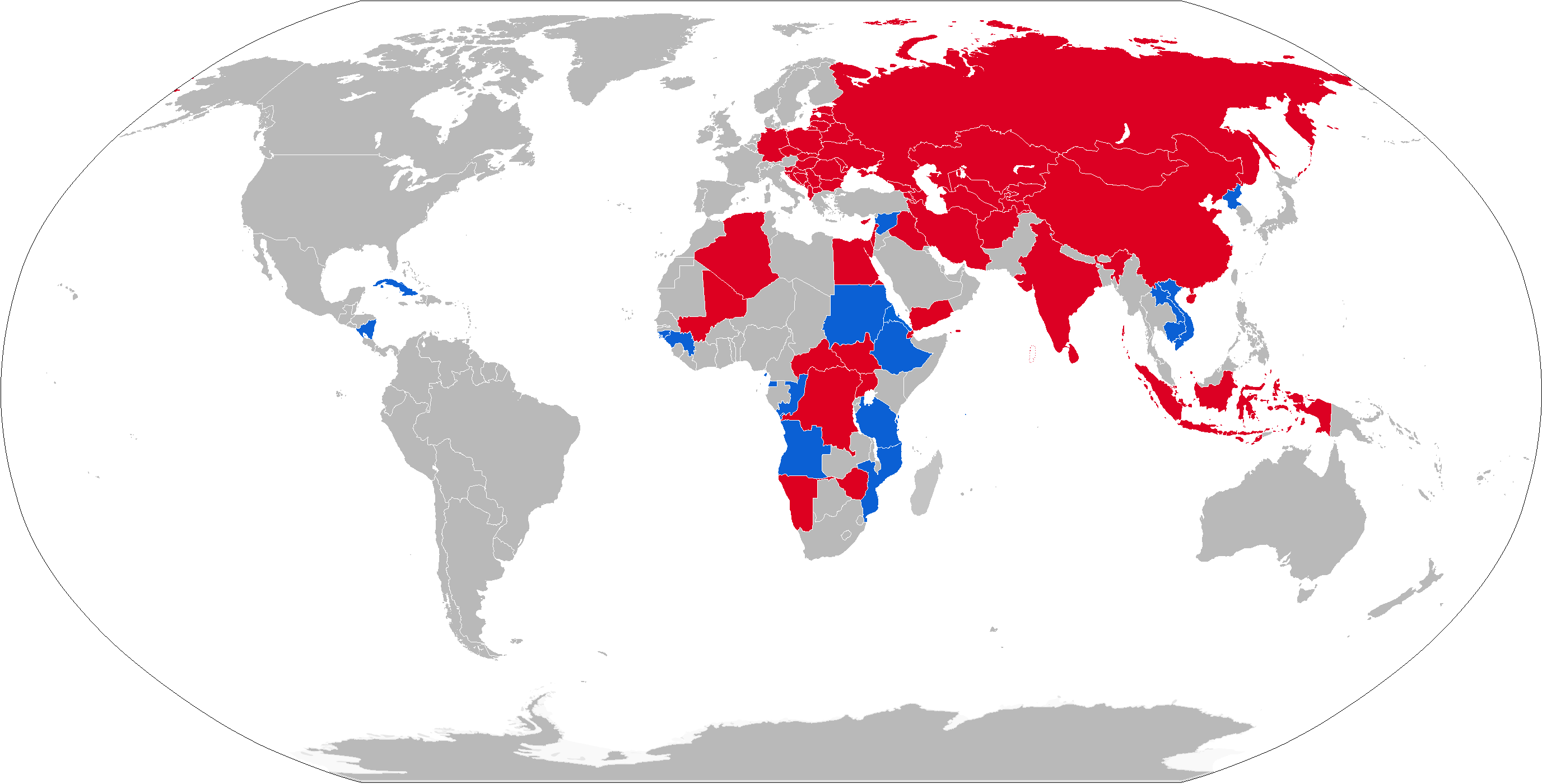
Карта операторов БТР-152

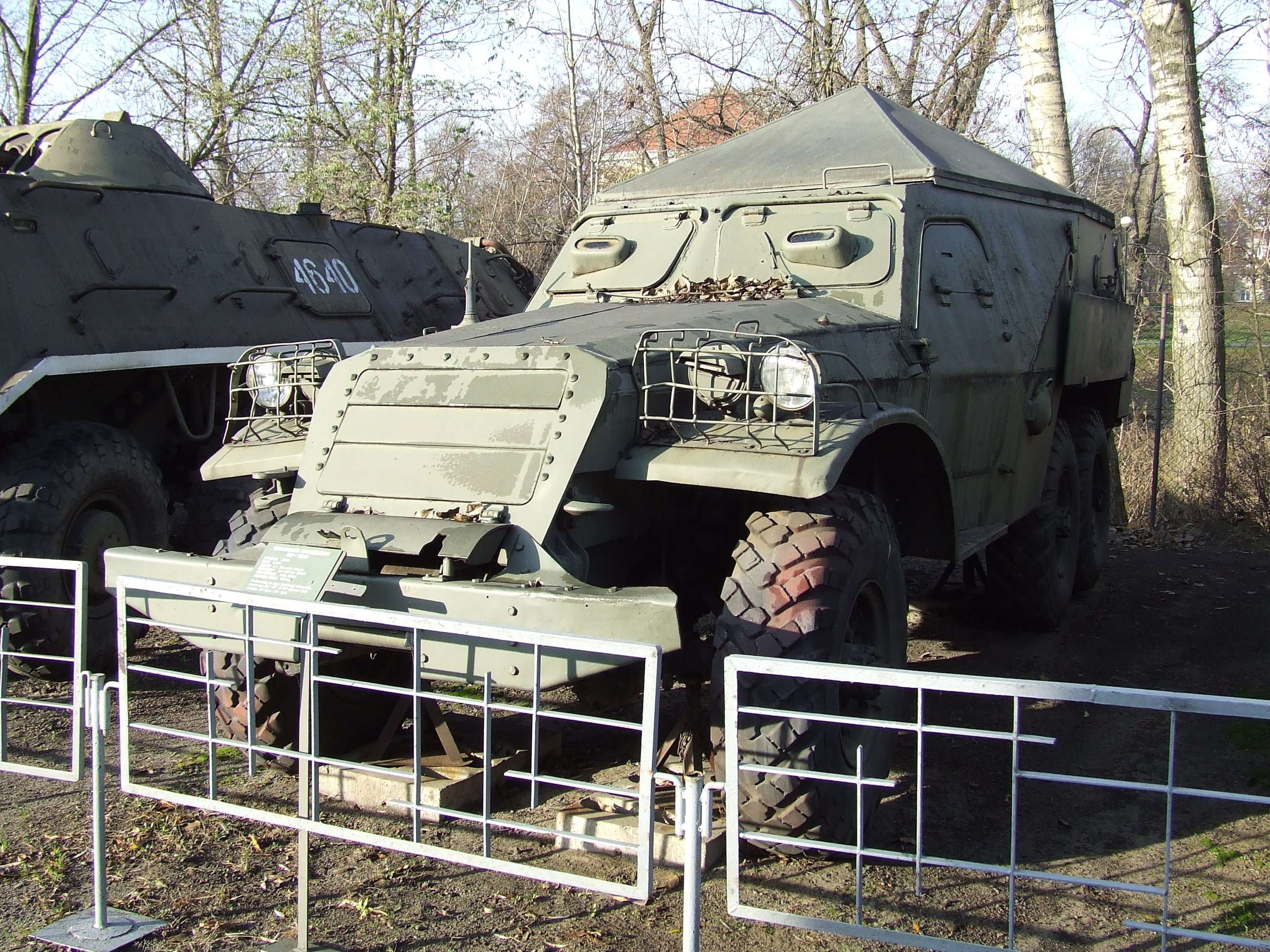
БТР-152 в музее «Wojska Polskiego», Warszawa-Czerniaków

### Современные
- Ангола — около 200 БТР-152, БТР-60, БТР-70 и БТР-80 по состоянию на 2024 год. Всего поставлено 50 БТР-152[15][16]
- Вьетнам — 1100 БТР-152/60/40 по состоянию на 2024 год. Всего поставлено 160 БТР-152[15][16]
- Гвинея — 6 БТР-152 по состоянию на 2024 год[16]
- Гвинея-Бисау — 20 Тип-56 по состоянию на 2024 год[16]
- Камбоджа — 200 БТР-152/60 по состоянию на 2024 год. Всего поставлено 30 БТР-152[15][16]
- КНДР — некоторое количество по состоянию на 2024 год. Всего поставлено 400 БТР-152[15][16]
- Республика Конго — 20 БТР-152 по состоянию на 2024 год[16]
- Куба — около 500 БТР-152, БТР-50 и БТР-60 по состоянию на 2024 год. Всего поставлено 150 БТР-152[15][16]
- Лаос — 20 БТР-152 по состоянию на 2024 год[16]
- Мозамбик — 100 БТР-152 по состоянию на 2024 год[16]
- Никарагуа — 41 БТР-152 (и ещё 61 на хранении) по состоянию на 2024 год[16]
- Сирия — неизвестное количество по состоянию на 2024 год. Всего поставлено 650 БТР-152[15][16]
- Судан — неизвестное количество по состоянию на 2024 год. Всего поставлено 37 БТР-152[15][16]
- Танзания — 10 БТР-152 и БТР-40 по состоянию на 2024 год.  Всего поставлено 55 БТР-152[15][16]
- Экваториальная Гвинея — 10 БТР-152 по состоянию на 2024 год.[16]
- Эритрея — 25 БТР-152 и БТР-60 по состоянию на 2024 год. [16]

### Бывшие
- Армения — некоторое количество по состоянию на 2017 год[17]
- Афганистан — 10 БТР-152[18]
- Джибути — некоторое количество по состоянию на 2017 год[19]
- Израиль — 24 БТР-152 по состоянию на 2010 год[20]
- Иран — 320 БТР-152[18]
- Ирак — 10 БТР-152[18]
- Йемен — 20 БТР-152 плюс 470 БТР-152, БТР-40 и БТР-60 на хранении по состоянию на 2010 год[21]
- Мали — 10 БТР-152 по состоянию на 2010 год[22]
- Намибия — 10 БТР-152[18]
- Сейшельские Острова — 4 БТР-152[18]
- Шри-Ланка — 10 БТР-152[18]
- Алжир — 350 единиц БТР-152 поставлены из СССР в период с 1964 по 1966 год[23]
- Венгрия — 160 единиц БТР-152 поставлены из СССР в период с 1950 по 1951 год[23]
- ГДР — 759 единиц БТР-152 и БТР-152К поставлены из СССР в период с 1956 по 1961 год, в ГДР использовались под обозначением SPW-152[23]
- Египет — 200 единиц БТР-152 поставлены из СССР в период с 1955 по 1956 год[23], 600 единиц БТР-152 поставлены из СССР в период с 1962 по 1966 год[23], 200 единиц БТР-152 поставлены из СССР в период с 1967 по 1969 год[23]
- Индия — 250 единиц БТР-152 поставлены из СССР в период с 1972 по 1973 год[23]
- Индонезия — 30 единиц БТР-152 поставлены из СССР в период с 1963 по 1965 год[23]
- Китай — 100 единиц БТР-152 поставлены из СССР в период с 1957 по 1960 год, затем производились в Китае под обозначением Тип 56[23]
- Республика Конго — 20 единиц БТР-152 поставлены из СССР в 1966 году[23]
- Монголия — 50 единиц БТР-152 поставлены из СССР в 1950 году[23]
- Польша — 400 единиц БТР-152 поставлены из СССР в период с 1952 по 1957 год[23]
- Северный Йемен — 20 единиц БТР-152 поставлены из СССР в 1957 год[23]
- Сербия и Черногория — 40 единиц БТР-152 поставлены из СССР в 1962 год[23]
- Сомали — 65 единиц БТР-152 поставлены из СССР в 1965 год[23], 200 единиц БТР-152 поставлены из СССР в период с 1972 по 1973 год[23]
- Уганда — 10 единиц БТР-152 поставлены из СССР в период с 1968 по 1970 год[23], 50 единиц БТР-152 поставлены из СССР в период с 1973 по 1975 год[23]
- ЦАР — 4, оцениваются как небоеспособные по состоянию на 2018 год[24]
- Эфиопия — некоторое количество БТР-152 по состоянию на 2017 год
- Южный Йемен — 100 единиц БТР-152 поставлены из СССР в период с 1979 по 1980 год[23]

## В кинематографе
Наряду с танками Т-34-85, БТР-152 стали одними из самых массовых и узнаваемых игровых автомобилей в Советском кинематографе о Великой Отечественной войне. Из-за некоторого внешнего сходства их корпуса с немецкими бронетранспортерами, они и играли эту роль во многих советских фильмах про войну: "Отряд особого назначения" (1978), "Дачная поездка сержанта Цыбули" (1979), "Мерседес уходит от погони" (1980) и во многих других.

## Музейные экспонаты
- Музейный комплекс УГМК, г. Верхняя Пышма, Свердловская область.
- Военная горка, г. Темрюк, Краснодарский край